# Ладан, Павел Степанович
Павел Степанович Ладан (псевдонимы — Недобитый, П. Нетяга, П. Бедолага, 29 февраля 1892, село Улашковцы, ныне Тернопольская область — 27 апреля 1933, Москва) — украинский издатель и журналист, активный участник революционного коммунистического движения.

## Биография
Родился 29 февраля 1892 года в селе Улашковцы в зажиточной крестьянской семье. Окончил Бучачскую гимназию.

### Эмиграция в Новый свет
Чтобы избежать службы в армии, в марте 1910 года эмигрировал в Канаду. Некоторое время работал там чёрнорабочим на строительстве железной дороги.
В августе 1910 года в Эдмонтоне поступил в украинскую федерацию (секцию) Социал-демократической партии Канады, сотрудничал с революционной эмигрантской газетой «Рабочий народ». В 1915 году переехал в США, устроился там рабочим на автомобильном заводе в Детройте. Впоследствии перебрался в Кливленд, активно участвовал в деятельности Украинской федерации Социалистической партии Америки (УФСП), был секретарем бюро УФСП и редактором её газеты «Робітник» («Рабочий»).
В августе 1918 года перебрался в Нью-Йорк, куда вследствие полицейских репрессий и запрета печататься в Кливленде было перенесено издание газеты «Робітник». Ладан был делегатом I съезда Коммунистической партии США (сентябрь 1919), а после съезда — секретарём Украинской федерации Коммунистической партии США (УФКПА) и редактором её центрального органа — газеты «Коммунистический мир» (1919—1920). Когда это издание было запрещено, а его редактора приговорили к 5-ти годам заключения, Ладан, спасаясь от ареста, вернулся в Европу и транзитом через Берлин (Германия) прибыл в Харьков.

### На службе Советской власти
В 1921—1923 годах официально был сотрудником Полномочного представительства УССР в Польше (в то время это представительство возглавлял Александр Шумский), заведующим консульским отделом Полномочного представительства УССР в Германии и одновременно работал в заграничном бюро помощи Коммунистической партии Восточной Галиции (впоследствии Коммунистическая партия Западной Украины) в Праге (Чехословакия), Вене и Берлине.
Возглавлял украинско-американское издательское общество «Космос» (1922—1924), а также был причастен к работе по изданию социалистического журнала «Новое общество» (1923—1924), выходившего в Вене под редакцией Семёна Витыка. С апреля 1923 года — член редколлегии журнала КПЗУ «Наша правда». В апреле 1924 года на V конференции КПЗУ избран членом ЦК КПЗУ; в июне-июле того же года — делегат V конгресса Коммунистического Интернационала, на котором был избран кандидатом в члены Исполкома Коминтерна, представителем КПЗУ в польской секции Коминтерна, в декабре 1924 года — членом Украинской комиссии Исполкома Коминтерна. В марте 1925 года был делегатом III съезда Коммунистической партии Польши, в октябре того же года — II съезда КПЗУ.
Летом 1926 года направлен в США и на протяжении 1926—1929 годов был членом бюро УФКПА. Одновременно с конца 1928 года был негласным зарубежным сотрудником Иностранного отдела ОГПУ СССР (кличка «Игорь»). В июле 1930 года по решению Политбюро ЦК КПЗУ отозван в распоряжение ЦК КПЗУ и кооптирован в состав ЦК КПЗУ. Работал в Берлине в редакции центрального органа партии — журнале «Наша правда», затем — в аппарате секретариата ЦК КПЗУ.

### Обвинения и казнь
Во время раскрутки в УССР сфабрикованного «дела» так называемого Украинского национального центра допрашиваемые по этому «делу» В. Днистренко и В. Коссак дали против Ладана фальшивые показания. Он был отозван в Москву и арестован (18 сентября 1931).
Ладан был обвинён в:
1. проведении с 1921 года «активной раскольнической работы в рядах КПЗУ» и принадлежности к Украинской военной организации;
2. поддержании постоянных контактов с «раскольниками» в КПЗУ, активном участии в их «контрреволюционной работе» и укрывательстве этих фактов от Иностранного отдела ОГПУ СССР на протяжении 4-х лет пребывания в должности ответственного негласного сотрудника этого отдела;
3. саботировании и срыве порученной ему за рубежом работы среди украинцев.

Согласно документам ОГПУ СССР, Ладан сначала признал свою вину, но потом отказался от своих признаний и впредь решительно отрицал как собственную принадлежность к какой-либо «контрреволюционной организации», так и инкриминируемую ему «антисоветскую деятельность».
Судебная коллегия ОГПУ СССР 20 января 1933 года признала Павла Ладана виновным и приговорила к смертной казни.
Военная коллегия Верховного суда СССР 11 июня 1959 года отменила постановление ОГПУ СССР от 20 января 1933 года и прекратила дело в отношении Павла Ладана «в связи с отсутствием состава преступления».